# 송민규 (1991년)
송민규(1991년 4월 26일 ~ )는 대한민국의 축구 선수이다. 포지션은 중앙 수비수이다. 개명 이전의 본명은 송승주이다.

## 클럽 경력
서울잠전초등학교, 동북중학교, 동북고등학교를 졸업하고 2010 K리그 드래프트를 통해 FC 서울에 입단했다. 2010 시즌부터 2012 시즌까지 FC 서울 2군에서 활동했고 2013년부터 2014년까지 경찰 축구단에서 군 복무를 했다. 2015년에는 김포시민축구단으로 이적했고 2016년에는 청주 시티 FC의 주장을 맡았다. 2017년에는 경남 FC로 이적했지만 한 경기도 출전하지 못했고 시즌 종료와 함께 방출되었다.